# Poivre
Cet article concerne les produits des poivriers. Pour les épices issues d'autres plantes, voir faux poivre. Pour les autres sens, voir poivre (homonymie).
Pour les articles homonymes, voir Poivre (homonymie).
Le poivre est une épice obtenue à partir des baies de différentes espèces de poivriers, des plantes de la famille des pipéracées. En France, seuls ont droit légalement à l'appellation de « poivre » sans plus de précision les fruits du poivrier noir (Piper nigrum) qui donnent le poivre vert, blanc, rouge, noir, jaune ou gris. Les fruits du Piper longum donnent le poivre long, ceux du Piper cubeba le poivre cubèbe, ceux du Piper borbonense le poivre de Voatsiperifery.
Par analogie, d'autres épices qui proviennent de plantes bien différentes reprennent ce nom vernaculaire, mais ces « faux poivres » ont d'autres caractéristiques botaniques et donnent des saveurs différentes.

## Origine et histoire
Son nom vient du sanskrit pippali, devenu en grec πέπερι / péperi, puis en latin piper. La culture du poivrier est originaire de la côte ouest de l'Inde (côte de Malabar), dans l'État du Kérala, et a gagné d'autres pays d'Asie du Sud-Est, Madagascar et plus tard le Brésil. Son utilisation en Grèce daterait de l'épopée d'Alexandre le Grand.
L'histoire antique du poivrier noir est souvent liée, et confondue, avec celle du poivrier long. Les fruits secs de ce dernier ont été utilisés pour fabriquer des pipeaux [réf. nécessaire]. Les Romains se sont servis des deux espèces sans distinction. C'est la découverte du Nouveau Monde et des piments qui a fait disparaître l'utilisation du poivrier long. Certains piments, une fois secs, ressemblent au fruit du poivrier long. Ceux-ci étaient plus faciles à cultiver en Europe.

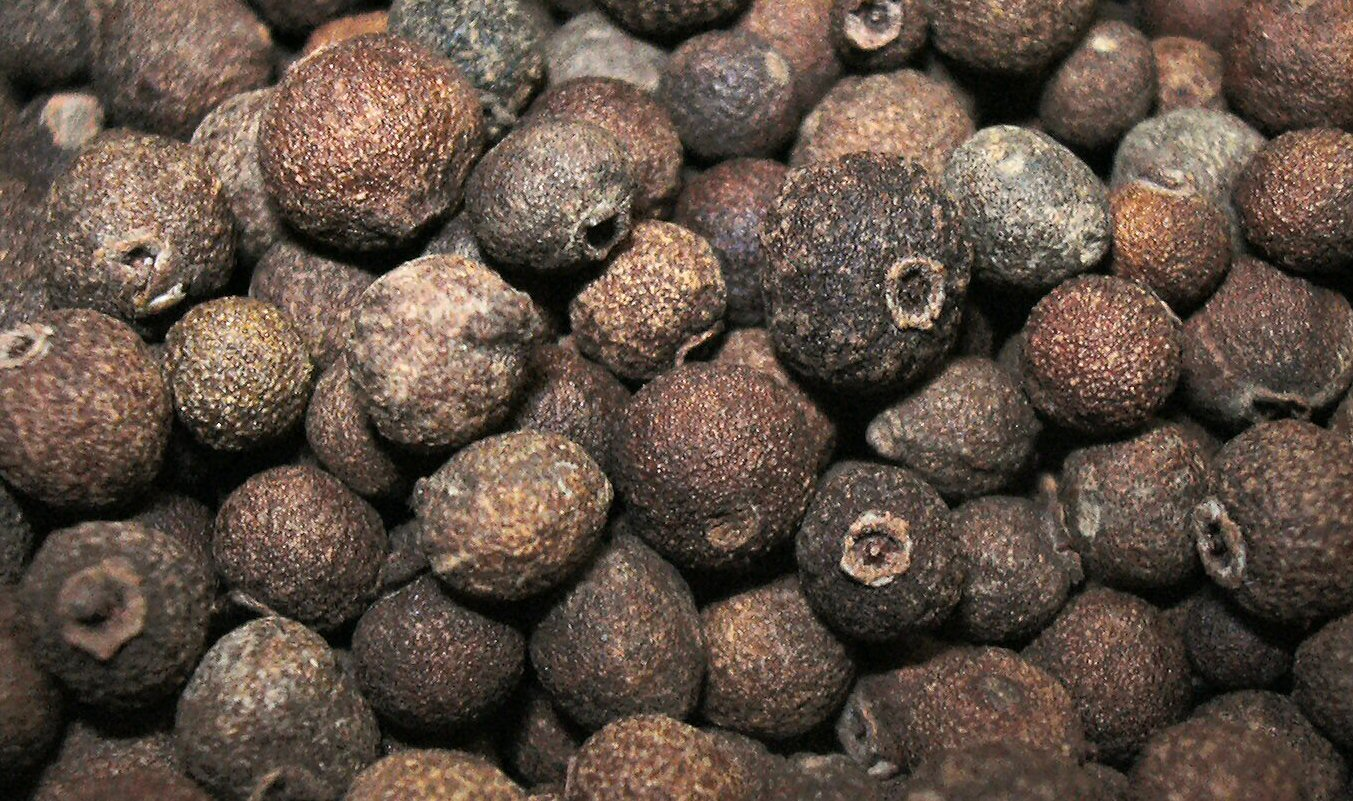
Poivre de Jamaïque.

Au Moyen Âge, les épices comme le poivre étaient rares. La conquête d'Alexandrie en 642 par les Arabes marqua le début de leur commerce. Voilà pourquoi les épices les plus rares à l'époque, comme le poivre, furent utilisées comme monnaie d'échange. De là vient également l'expression « cher comme poivre », ou encore « payer en espèces (épices) ». La richesse d'un noble pouvait être évaluée selon la quantité de poivre qu'il possédait. C'est ainsi que par la suite, les riches Allemands furent surnommés sacs de poivre.
Son prix était exorbitant dans l'Antiquité et au Moyen Âge. Avec le développement du commerce des épices et l'augmentation de leur demande par la bourgeoisie européenne, le prix du poivre en particulier a diminué dès cette période, la valeur totale de ses importations augmentant en volume mais restant constante en valeur.
Le monopole sur son commerce tenu longtemps par l'Italie qui traitait avec les marchands arabes, a été l'une des raisons qui ont conduit les Portugais à chercher et à trouver une route maritime vers l'Inde. En 1498, Vasco de Gama devient le premier européen dont les navires atteignent l'Inde après avoir contourné l'Afrique ; lorsque les marchands arabes de Kozhikode (Indes) ont demandé à son messager ce qu'il était venu faire, il répondit « nous cherchons des chrétiens et des épices ».
À la suite du traité de Tordesillas en 1494, le Portugal venait de se faire accorder les droits exclusifs sur la moitié du monde dont est issu le poivre noir. Il développa alors des comptoirs en étendant leur Empire des Indes grâce à Afonso de Albuquerque. Leur monopole dura pendant toute la première moitié du XVIe siècle, les anciens réseaux de commerce arabes et vénitiens parvenant ensuite à contourner leur blocus d'autant plus aisément que les Portugais occupaient plus d'hommes à garder les forteresses de leurs comptoirs qu'à être marins et qu'ils n'ont jamais réussi à prendre le contrôle du golfe d'Aden.
Au XVIIe siècle, les Portugais perdirent la quasi-totalité de leur commerce du poivre dans l'Océan Indien au profit des Néerlandais (avec leur Compagnie néerlandaise des Indes orientales) et des Anglais qui profitèrent de l'annexion du Portugal par l'Espagne entre 1580 et 1640. Les ports de la côte de Malabar, en Indes, firent commerce de poivre avec les Néerlandais à partir de la période 1661-1663.
À partir du XVIe siècle, le poivre a également été cultivé à Java et Sumatra (îles qui faisaient alors partie des Indes orientales néerlandaises et font aujourd'hui partie de l'Indonésie), en péninsule Malaise et ailleurs en Asie du Sud-Est, mais ces régions commerçaient principalement avec la Chine ou consommaient leur poivre localement. Le poivre était également cultivé à Madagascar.

## Les espèces botaniques

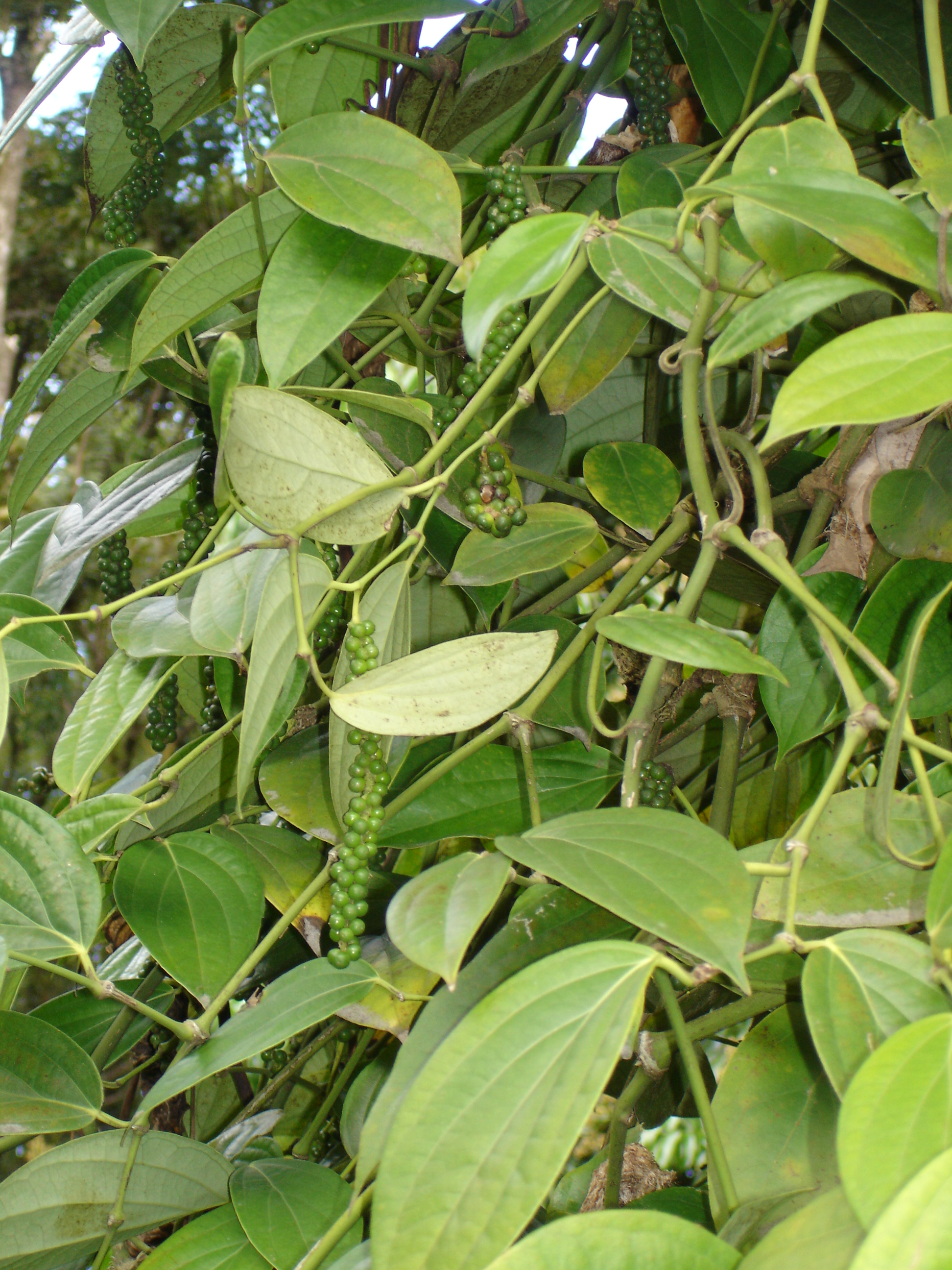
Poivre noir en grappe.

Le poivre pousse sur une liane du genre Piper. Les autres épices, nommées parfois ainsi à cause de leur aspect évoquant le vrai poivre, proviennent de plantes très différentes.

### Piper nigrum
L'espèce Piper nigrum produit, selon le stade de sa récolte et le type de sa préparation, le poivre vert, noir, blanc, rouge, jaune ou gris.

### Poivre vert
Le poivre vert se récolte à partir du mois de septembre, lorsqu’il est encore jeune et tendre. Il est récolté en décembre, juste avant maturité et possède un goût épicé plus prononcé. Récolté jeune sur la liane, ses arômes explosent littéralement en bouche du fait d’un piquant peu prononcé. Pour la conservation et la commercialisation, on  lyophilise les baies immatures, ou on les conditionne en saumure  ou dans le sel

### Poivre noir

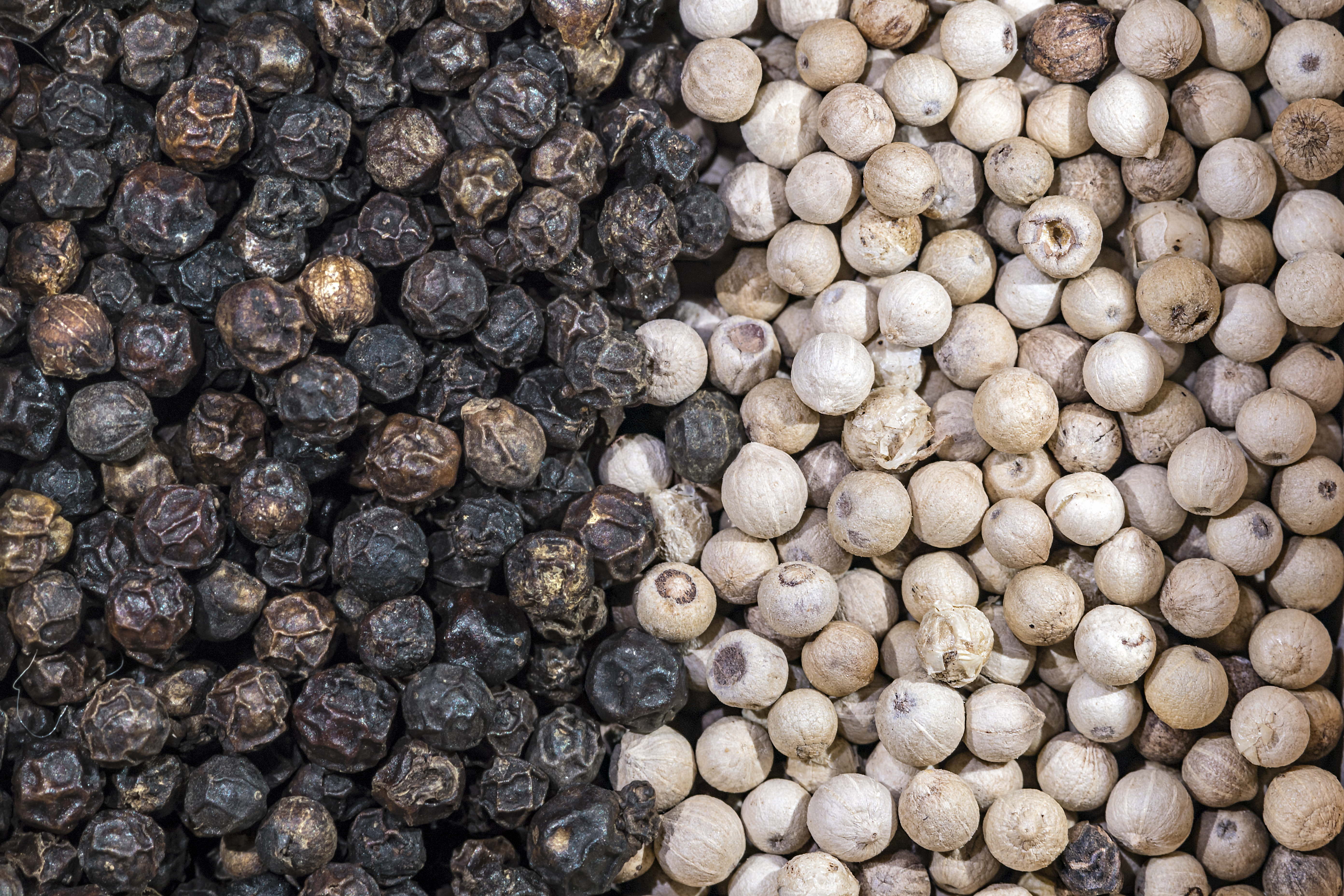
Poivre noir et poivre blanc sans péricarpe

Le poivre noir est obtenu à partir de baies parvenues presque à maturité, fermentées puis séchées. Il a cependant eu le temps de développer des arômes forts et délicats. Son goût très intense et doux à la fois révèle des notes fleuries d’eucalyptus et de menthe fraîche.

### Poivre blanc
Le poivre blanc est constitué de baies mûres (rouge) ou presque mûres (noir) débarrassées de leur péricarpe afin de n'avoir que le cœur de la graine.
Les grains noirs sont lavés, échaudés et passent une nuit dans un bac d’eau claire. La peau qui entoure le noyau est alors très souple et peut facilement être ôtée  par brassage mécanique. Les grains sont ensuite lavés plusieurs fois et sont séchés au soleil. Le côté piquant est alors plus marqué que le côté aromatique, et relève les salades et les fruits de mer.

### Poivre rouge
Le poivre auquel on a laissé le temps de mûrir lorsque les conditions d'ensoleillement le permettent en fin de saison sèche (mars avril), prend une couleur jaune puis rouge, il est parfois cueilli à la main grain par grain sur la grappe, pour laisser les autres grains mûrir. Une autre méthode consiste à cueillir les grappes qui contiennent quelques grains rouges. Ces grappes doivent être traitées dans la journée en égrainant à la main les grains rouges. Ces grains rouges sont très fragiles et nécessitent un traitement minutieux, faisant du poivre rouge un ingrédient beaucoup plus rare, et plus cher. Les arômes du poivre rouge aux notes de caramel, vanille et miel, sont plus riches et plus complexe que le poivre noir, et amènent des saveurs qui se marient par exemple au boeuf ou au canard, ou encore à certains desserts. Les seules sources commerciales établies de poivre rouge sont Kampot au Cambodge, et Pondichéry, au Sud de l'Inde.

#### Poivre des oiseaux
Il existe une version encore plus rare du poivre rouge commercialisé à Kampot au Cambodge: le poivre des oiseaux. Certains oiseaux, en particulier un passereau de la famille des Pycnonotidae, le bulbul goiavier, sont friands des graines à leur stade de maturité le plus avancé. ils avalent le péricarpe (peau du grain) et la pulpe sucrée, puis recrachent les noyaux des baies après que ceux-ci ont séjourné dans leur jabot, ou après digestion, participant à la dissémination naturelle de la plante. Le grain n’est pas à proprement parler digéré, mais a déjà subi des actions mécaniques et enzymatiques qui lui donnent des touches aromatiques distinctes. Dans certaines plantations, on aménage des lieux favorisant la nidification pour ces oiseaux (en mettant à leur disposition les matériaux qu'ils utilisent naturellement pour confectionner leur nid, et en préservant les arbres qu'ils affectionnent pour abriter leurs nids). On peut récolter au pied des nids les graines de poivre sélectionnées par les oiseaux à un point de maturité avancé, et débarrassés de leur péricarpe après séjour dans le jabot des oiseaux. Les graines sont alors moins lisses et régulières que le poivre blanc, dont le péricarpe a été ôté de façon mécanique moins délicate, avec une couleur légèrement plus foncée tirant sur le beige ou le rosé, et des marques plus apparentes en forme de méridiens entre les deux pôles de la graine.

### Poivre jaune
Ce sont les quelques rares grains jaunes que l’on récolte juste avant leur maturité totale, il s’agit de l’avant-dernier stade de maturité, intermédiaire entre le poivre noir et le poivre rouge. Les grains sont échaudés, lavés à l’eau puis débarrassés de leur péricarpe. Gustativement, lorsque les grains sont jaunes sur la grappe du poivrier, ils bénéficient de la concentration maximale en huile essentielle et en pipérine. C’est un poivre puissant, aux notes anisées. Vu son insigne rareté et ses conditions de récolte, il est en général très onéreux à la vente.

### Poivre gris
Constitué de poivre noir ou blanc moulu, c'est pour cela qu'on ne le trouve qu'en poudre. C'est le mélange du péricarpe noir et du cœur blanc qui donne cette couleur grise particulière. Il n'a pas bonne réputation chez les gastronomes, selon Christophe Brusset, il est souvent coupé avec des baies avortées ou déclassées, des produits moins chers qui n'ont parfois rien à voir avec le poivre (grignons d'olive par exemple), des baies ou brisures de poivre épuisé dont les arômes ont déjà été extraits pour l'huile essentielle, ou dégradés par de mauvaises conditions de culture ou de stockage. Cela expliquerait pourquoi certains poivres moulus sont vendus moins chers au poids que du poivre en grain, alors même que le broyage engendre un coût supplémentaire.

### Autres espèces du genrePiper
L'espèce Piper longum produit le poivre long, très utilisé dans l'Antiquité et au Moyen Âge, mais presque oublié de nos jours. Son fruit est formé de graines minuscules. Sa saveur est plus chaude, légèrement sucrée et moins forte que celle du poivre noir ; elle est proche de celle de la cannelle. Il entre dans la composition élaborée du ras el-hanout.
L'espèce Piper cubeba produit le poivre cubèbe, un grain rond à petite queue, d'où son nom de « poivre à queue ».
L'espèce Piper borbonense produit le poivre de Voatsiperifery, poivre sauvage à queue au goût intense et incisif.
L'espèce Piper angustifolium, appelée aussi "poivre long", poivre à crampons, herbe du soldat, est une espèce d'Amérique du Sud avec des propriétés médicinales. Les indiens Shipibo-Conibos l'utilisent sous le nom de matico pour soigner les maladies infectieuses .

### Les faux poivres
Ce sont certaines plantes à baies parfumées dont l'aspect fait penser au vrai poivre. Malgré leur nom, ces baies ont d'autres caractéristiques botaniques et donnent des saveurs différentes.
- le poivre du Sichuan (Zanthoxylum piperitum) provient d'une rutacée épineuse chinoise ;
- le poivre rose (Schinus terebinthifolius) provient d'un grand arbre originaire du Brésil, le Faux poivrier ;
- le poivre de Cayenne est une variété de piment ;
- le poivre des moines provient de l'Arbre au poivre (Vitex agnus-castus) ;
- le poivre de la Jamaïque (Pimenta dioica) provient d'un arbre d'Amérique. Utilisé seul, il entre aussi dans la composition du Quatre-épices ;
- le poivre de Sélim (Xylopia aethiopica) provient d'un arbre qui a, comme sa gousse, une saveur épicée ;
- le poivre de Guinée peut désigner la maniguette (Aframomum melegueta), le kili (Xylopia aethiopica), aussi bien que le poivre de Sélim ;
- le poivre de Tasmanie (Tasmannia lanceolata) provient d'un buisson qui produit de petites baies noires utilisées comme épices ;
- le terme poivre rouge est (aussi) un nom donné au paprika.
- le poivre rouge d'Espagne est un piment doux (espèce Capsicum annuum), en fait un poivron rouge.

## Principaux pays producteurs
La production mondiale de poivre atteint un pic de plus de 355 000 tonnes en 2003. Elle est de 271 000 tonnes en 2008.
Le Viêt Nam, qui ne produisait que 25 000 tonnes en 1994, est depuis 2001 le premier pays producteur et exportateur. Il a le plus fort rendement à l'hectare : 1 200 à 1 300 kg (l’Inde a un rendement de 314 kg).
En 2008, le Viêt Nam produit 34 % de la production mondiale (98 500 tonnes). Il est suivi de l’Inde (19 %, 50 000 tonnes), du Brésil (13 %, 35 000 tonnes), de l’Indonésie (9 %, 25 000 tonnes), de la Malaisie (8 %, 20 000 tonnes), de la Chine (7 %), du Sri Lanka (6 %) et de la Thaïlande (4 %).
Toujours en 2008, les exportations sont de 83 000 tonnes pour le Viêt Nam, de 36 000 tonnes pour le Brésil, de 30 000 tonnes pour l’Inde, de 19 000 tonnes pour la Malaisie, de 16 300 tonnes pour l’Indonésie, de 8 500 tonnes pour le Sri Lanka, de 3 000 tonnes pour la Chine, de 1 500 tonnes pour la Thaïlande et de 1 200 tonnes pour Madagascar.
En 2009, la production mondiale est de 285 000 tonnes dont celle du Viêt Nam atteignant 105 600 tonnes. En 2010, la production mondiale est estimée de 320 000 à 350 000 tonnes.
Une bonne partie du poivre part vers Cochin, capitale de l'épice, où se croisent négociants, acheteurs, experts et fonctionnaires.
Le Brésil a produit en 2018 101 300 tonnes de poivre dont l'état de Pará 34 000 tonnes, celui d'Espírito Santo 30 000 tonnes et celui de Bahia 2 000 tonnes. La production a augmenté de 96 % entre 2015 et 2018 passant de 51 000 tonnes à 101 300 tonnes. Les exportations de poivre sont de 38 000 tonnes en 2015 à 72 600 tonnes en 2018. Les champs de poivres ont une superficie de 19 089 hectares en 2015 et passent à 34 342 hectares en 2018 soit une augmentation de plus de 53%.
Par contre le prix du poivre sur le marché international chute pendant cette période et le Brésil passe d'une recette de 347,7 millions de dollars en 2015 à 195 millions de dollars en 2018.

### Principales appellations d'origine

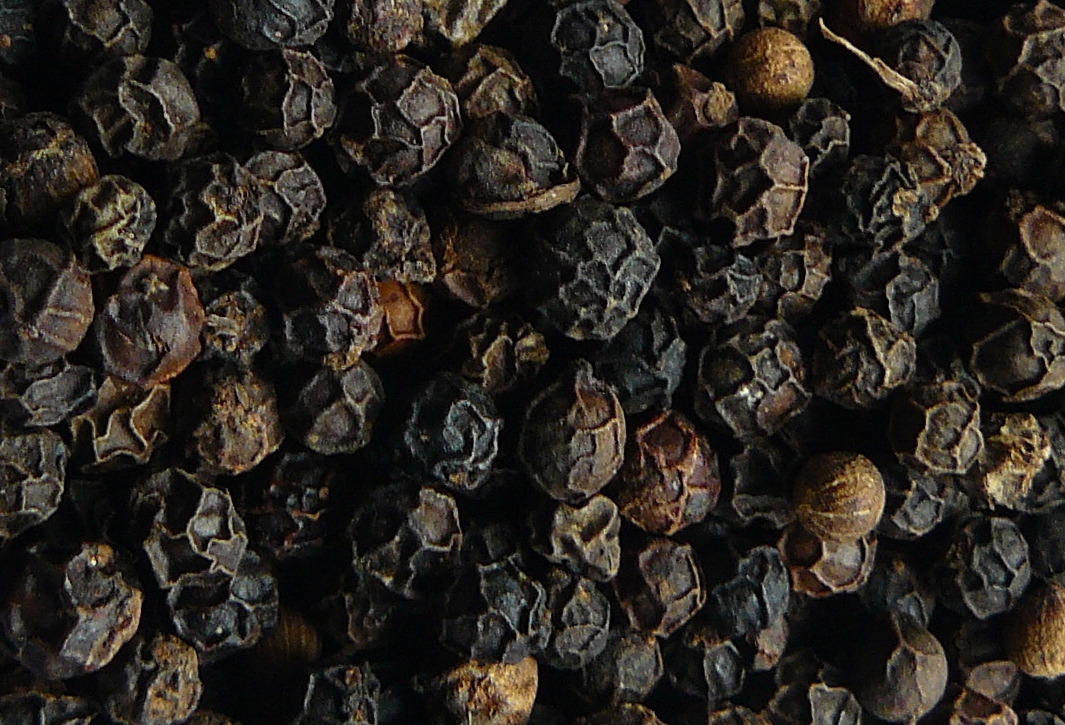
Poivre noir du Sarawak.

- le Malabar MG1, originaire de la côte de Malabar en Inde. Le grade MG1 est la première qualité des Malabar ;
- le Kappad du Kerala en Inde ;
- le Tellicherry TGSEB (grade Tellicherry Garbled Special Extra Bold), originaire de la côte de Malabar. Il existe deux grades en Tellicherry : TGEB et TGSEB ;
- le Sri Lanka G1, originaire du Sri Lanka, poivre très original, très différent des Malabar ;
- le Kampot, du Sud du Cambodge, premier à bénéficier d'une IGP (Indication géographique protégée) avec le poivre de Penja du Cameroun. C’est aussi la seule source commerciale établie de poivre rouge avec Pondichery, au Sud de l'Inde[8] ; Poivre rouge de Kampot seché

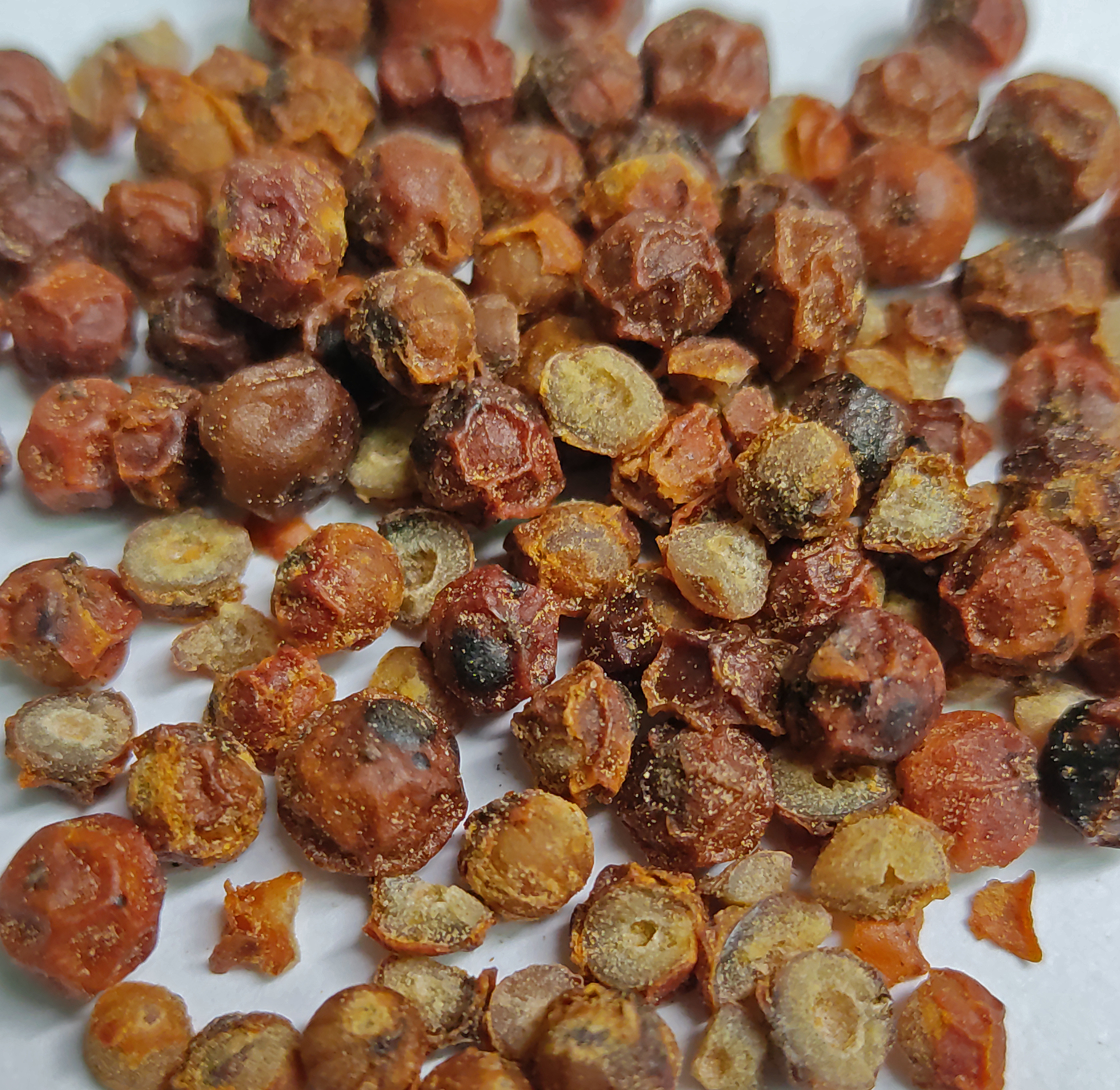
Poivre rouge de Kampot seché

- le Phu-Quoc, du nom de son ile d'origine, au Sud-Ouest du Vietnam ;
- le Lampong, originaire du sud de Sumatra, en Indonésie, poivre noir très fort ;
- le Muntok, poivre blanc réputé, de l'ile de Bangka, au Sud-Est de Sumatra, en Indonésie ;
- le Sarawak Naturally Clean, originaire du nord de l’île de Bornéo, qui fait partie de la Malaisie ;
- le Penja du Cameroun, poivre blanc ;
- le Voatsiperifery de Madagascar.

## Composition
Le poivre doit sa saveur piquante à des amides de la pipérine.